# Autovolquete

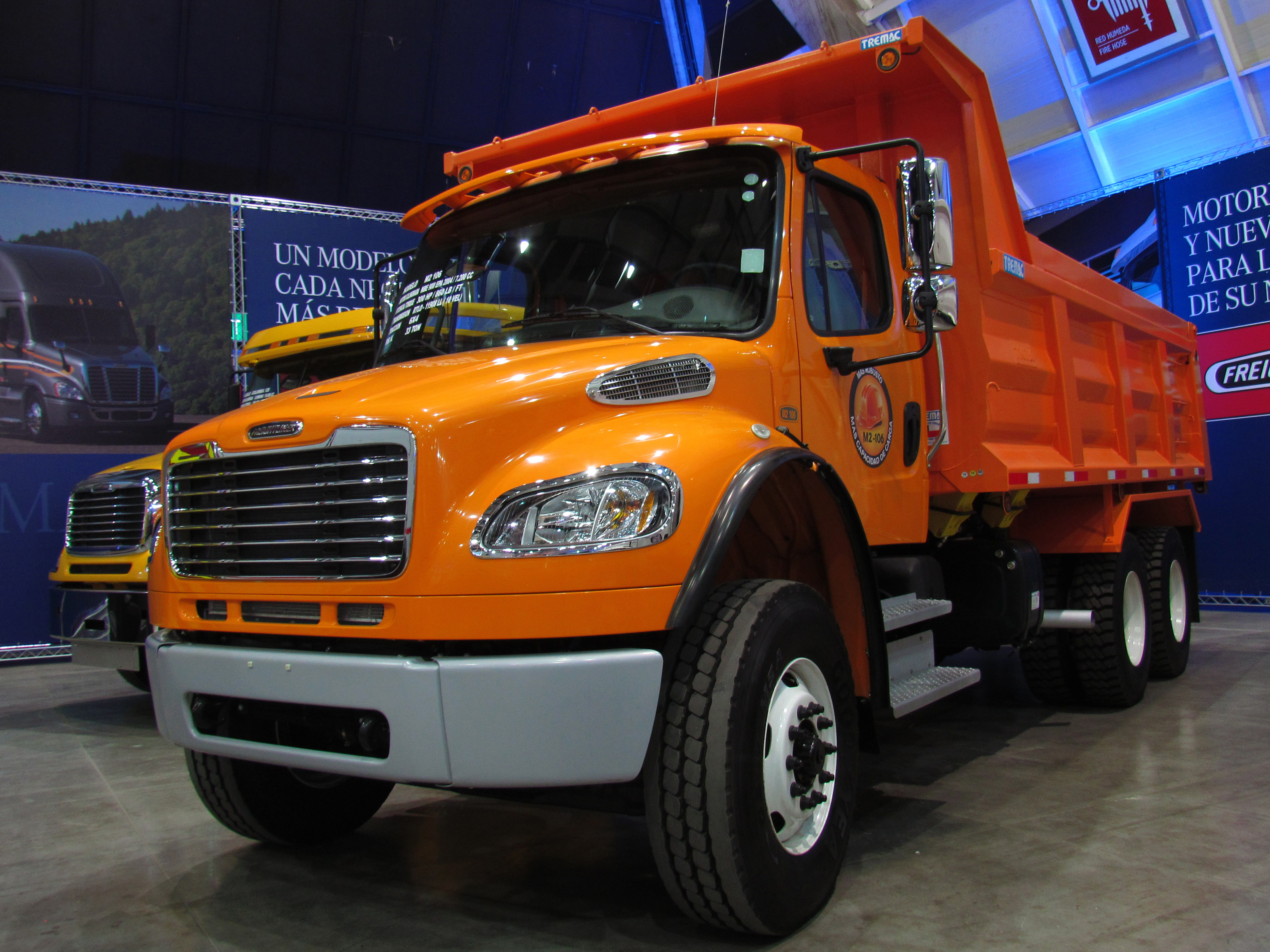
Freightliner Business Class M2 volquete

Una volqueta, conocida también como camión volquete, remolque volquete, volquete o volteo (en Venezuela) se utiliza para transportar materiales como suciedad, grava o residuos de demolición para la construcción. Un camión volquete común está equipado con una cama de caja abierta, con bisagras en la parte trasera y está equipado con pistones hidráulicos para levantar la parte delantera, permitiendo que el material en la cama sea descargado en el suelo detrás del camión en el sitio de entrega. 

## Historia

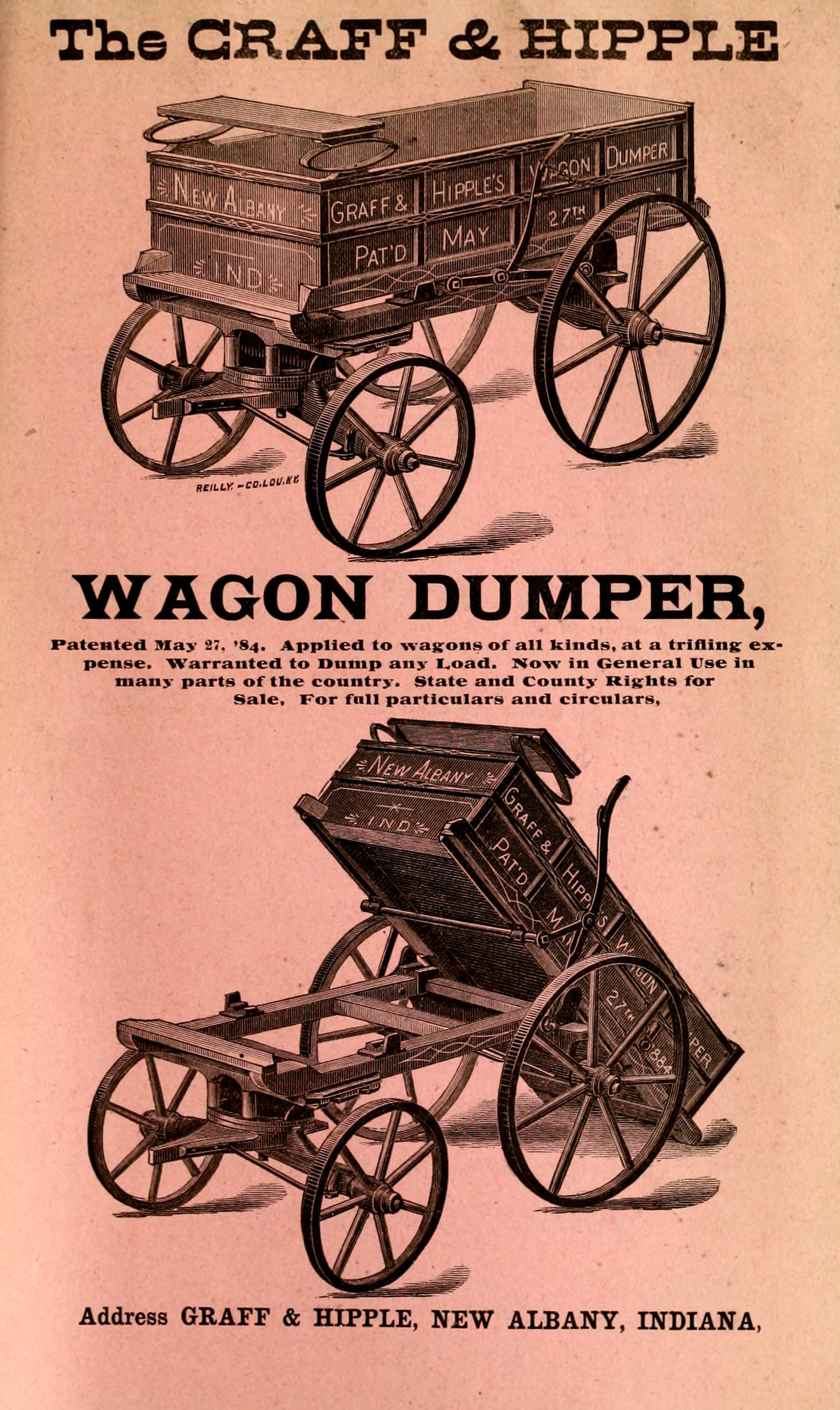
The Graff & Hipple Wagon Dumper, ca. 1884, que muestra uno de los primeros mecanismos de descarga basados en palanca

Se cree que el camión volquete se concibió por primera vez en las granjas de Europa occidental a finales del siglo XIX. Thornycroft desarrolló un carro para la basura a vapor (Thornycroft Steam Dust-Cart) en 1896 con un mecanismo basculante. Los primeros camiones volquete motorizados en los Estados Unidos fueron desarrollados por pequeñas empresas de equipos como The Fruehauf Trailer Corporation, Galion Buggy Co. y Lauth-Juergens entre muchos otros alrededor de 1910. Los lechos de descarga hidráulicos fueron introducidos por Wood Hoist Co. poco después. Estas empresas florecieron durante la Primera Guerra Mundial debido a la demanda masiva en tiempos de guerra. August Fruehauf había obtenido contratos militares para su semirremolque, inventado en 1914 y luego creó el vehículo asociado, el semirremolque para usar en la Primera Guerra Mundial. Después de la guerra, Fruehauf introdujo la hidráulica en sus remolques. Ofrecieron compuertas elevadoras hidráulicas, cabrestantes hidráulicos y un remolque volquete para la venta a principios de la década de 1920. Fruehauf se convirtió en el principal proveedor de remolques basculantes y su famoso "bañera basculante" fue considerado el mejor por empresas de transporte pesado y empresas de construcción de carreteras y minería.
Compañías como Galion Buggy Co. continuaron creciendo después de la guerra mediante la fabricación de una serie de carrocerías exprés y algunas carrocerías de volcado más pequeñas que podían instalarse fácilmente en chasis Modelo T originales o convertidos (suspensión y transmisión de servicio pesado) antes de 1920. Galion y Wood Mfg. Co. construyeron todas las tolvas ofrecidas por Ford en sus chasis AA y BB de servicio pesado durante la década de 1930. Galion (ahora Galion Godwin Truck Body Co.) es el fabricante de carrocerías de camión más antiguo conocido que sigue en funcionamiento en la actualidad.
El primer camión volquete canadiense conocido se desarrolló en Saint John, New Brunswick, cuando Robert T. Mawhinney adjuntó una caja volcadora a un camión de plataforma en 1920. El dispositivo de elevación era un cabrestante adjunto a un cable que alimentaba una polea montada en un mástil detrás de la cabina. El cable se conectó al extremo inferior delantero de la caja de basura de madera que estaba unida por un pivote en la parte trasera del bastidor del camión. El operador hizo girar una manivela para subir y bajar la caja.
Desde la década de 1930 Euclid, International-Harvester y Mack contribuyeron al desarrollo continuo. Mack modificó sus camiones existentes con éxito variable. En 1934, Euclid se convirtió en el primer fabricante del mundo en producir con éxito un camión de obras dedicado.

## Tipos
Hoy en día, prácticamente todos los camiones volquete funcionan con hidráulicos y vienen en una variedad de configuraciones, cada una diseñada para realizar una tarea específica en la cadena de suministro de materiales de construcción.

### Camión volquete estándar
Un camión volquete estándar es un chasis de camión con una tolva montada en el bastidor. La cama se eleva mediante un ariete hidráulico vertical montado debajo de la parte delantera de la carrocería (conocida como configuración de elevador de poste delantero), o un ariete hidráulico horizontal y una disposición de palanca entre los rieles del bastidor (conocida como configuración de elevador debajo de la carrocería) , y la parte trasera de la cama está articulada en la parte trasera del camión. La puerta trasera (a veces denominada puerta final) se puede configurar para girar hacia arriba sobre las bisagras superiores (y, a veces, también para plegarse sobre las bisagras inferiores) o se puede configurar en el "High Lift Formato de compuerta trasera" en el que neumáticos o arietes hidráulicos levantan la compuerta para abrirla y subirla por encima del cuerpo del volquete. Algunas cajas, generalmente para transportar granos, tienen puertas que se abren hacia afuera para ingresar a la caja y una compuerta/tolva dosificadora en el centro para un vertido más controlado.
En los Estados Unidos, la mayoría de los camiones volquete estándar tienen un eje de dirección delantera y uno (4x2 ' 'vehículo de 4 ruedas, eje trasero sencillo) o dos (6x4 vehículo de 6 ruedas) ejes traseros que normalmente tienen ruedas dobles en cada lado (llamadas gemelas o pachas en Colombia y morochas en Venezuela). Los ejes traseros en tándem (llamados cuatromanos en Colombia y toronto en Venezuela) casi siempre son motorizados, Los ejes de dirección delanteros también son motorizados a veces (4x4, 6x6). Los ejes sin motor o "ejes muertos" a veces se usan para soportar peso adicional. La mayoría de los ejes traseros sin motor se pueden levantar el suelo para minimizar el desgaste cuando el camión está vacío o con una carga ligera, y se denominan comúnmente "ejes elevables".
Los camiones pesados de la Unión Europea suelen tener dos ejes de dirección. Las configuraciones de camiones volquete son de dos, tres y cuatro ejes. El "vehículo de ocho ruedas" de cuatro ejes tiene dos ejes de dirección en la parte delantera y dos ejes motores en la parte trasera y está limitada a 32 toneladas (35,3 ST; 31,5 LT) peso bruto en la mayoría de los países de la UE. El más grande de los camiones volquete europeos estándar se denomina comúnmente "ciempiés" y tiene siete ejes. El eje delantero es el eje de dirección, los dos ejes traseros son motores y los cuatro restantes son ejes elevables.
La (batalla) (distancia entre ejes) más corta de un camión volquete estándar a menudo lo hace más maniobrable que los camiones volquete semirremolque mayor capacidad.

### Camión volquete semirremolque

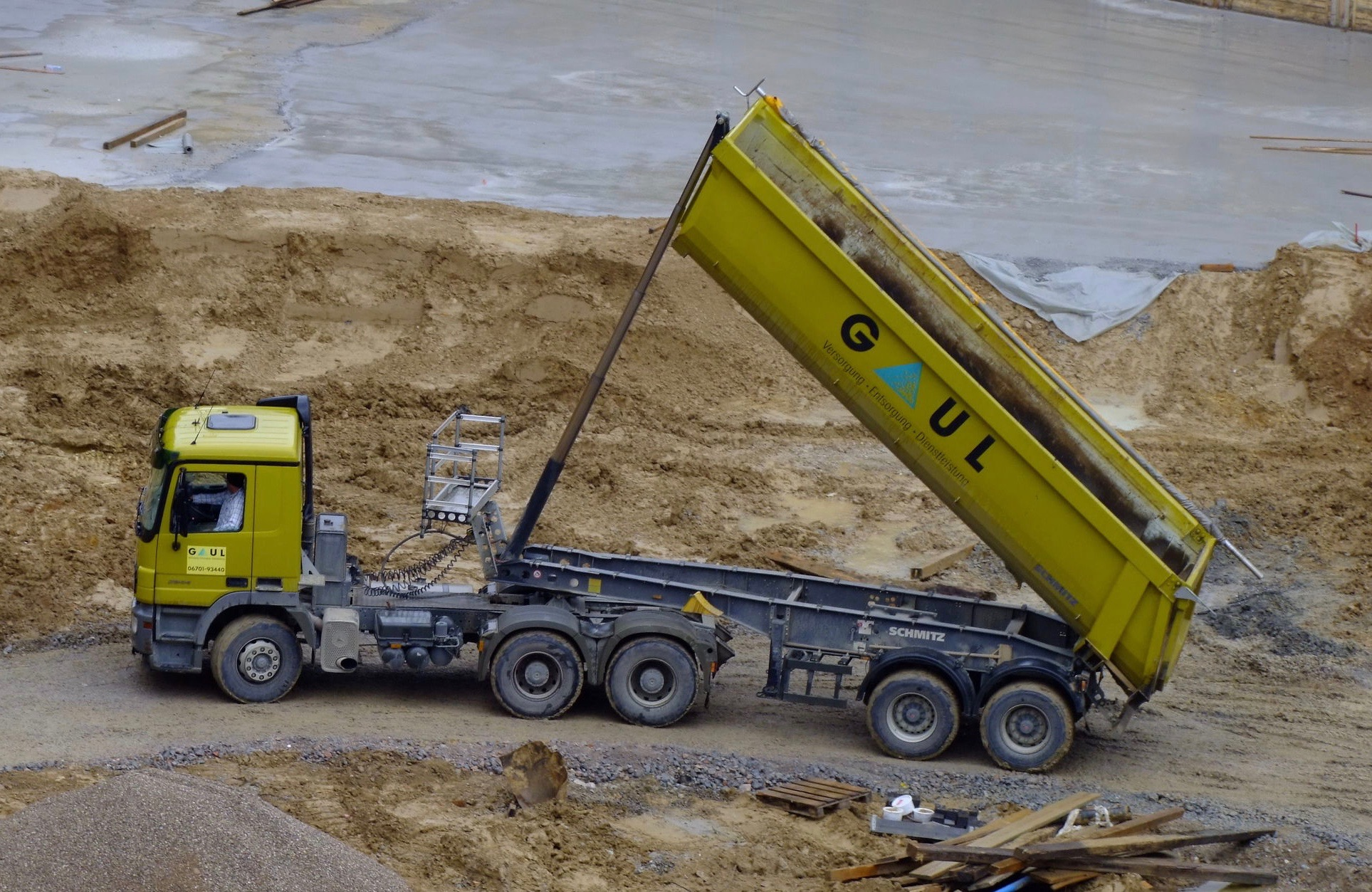
6×4 semirremolque con remolque de dos ejes

Un "descarga semiextremo" es una combinación de tractor y remolque en la que el propio remolque contiene el elevador hidráulico. En los EE. UU., un vertedero semifinal típico tiene un tractor de 3 ejes que tira de un remolque de 2 ejes con neumáticos dobles; en la UE, los remolques suelen tener 3 ejes y neumáticos simples. La ventaja clave de un volcado semifinal es una gran carga útil. Una desventaja clave es que son muy inestables cuando se levantan en la posición de descarga, lo que limita su uso en muchas aplicaciones donde la ubicación de descarga es irregular o está desnivelada. Algunos volquetes finales utilizan un brazo articulado (conocido como estabilizador) debajo de la caja, entre los rieles del chasis, para estabilizar la carga en la posición elevada.
Camión volquete con estructura y sin estructura
Dependiendo de la estructura, el camión volquete del extremo del semirremolque también se puede dividir en un remolque con marco y un remolque sin marco. 
La principal diferencia entre ellos es la estructura diferente. El remolque basculante de estructura tiene una viga grande que corre a lo largo de la parte inferior del remolque para sostenerlo. El remolque basculante sin marco no tiene marco debajo del remolque pero tiene costillas que van alrededor del cuerpo para soporte y el riel superior del remolque sirve como puente colgante para soporte.
La diferencia de estructura también trae consigo una diferencia de peso. Los remolques de descarga de marcos son más pesados. Para la misma longitud, un remolque basculante con marco pesa alrededor de 5 toneladas más que un remolque basculante sin marco.

### Camión volquete de transferencia

Example of a transfer truck and trailer

Un camión volquete de transferencia es un camión volquete estándar que tira de un remolque separado con un contenedor de carga móvil, que también se puede cargar con agregado de construcción, grava,  arena, asfalto, klinkers, nieve, astillas de madera, mezcla triple, etc.
El segundo contenedor agregado en el tráiler (cuadro "B"), funciona con un motor eléctrico, un motor neumático o una línea hidráulica. Rueda sobre ruedas pequeñas, montado sobre rieles desde el marco del remolque hasta el contenedor de descarga principal vacío (caja "A"). Esto maximiza la capacidad de carga útil sin sacrificar la maniobrabilidad del camión volquete estándar. Los camiones volquete de transferencia se ven típicamente en el oeste de los Estados Unidos debido a las peculiares restricciones de peso en las carreteras allí.
Otra configuración se denomina tren de transferencia triple, que consta de una caja "B" y "C". Estos son comunes en las autopistas de Nevada y Utah, pero no en California. Dependiendo de la disposición del eje, una transferencia triple puede transportar hasta 129 000 kilogramos (284 396,6 lb) con un permiso especial en ciertos estados de los Estados Unidos.
Los camiones volquete de transferencia normalmente transportan entre 26 y 27 toneladas cortas (23,6 y 24,5 t) (23,2 y 24,1 LT) de agregado por carga, cada camión es capaz de 3 a 5 cargas por día, en términos generales.

### Camión y cachorro

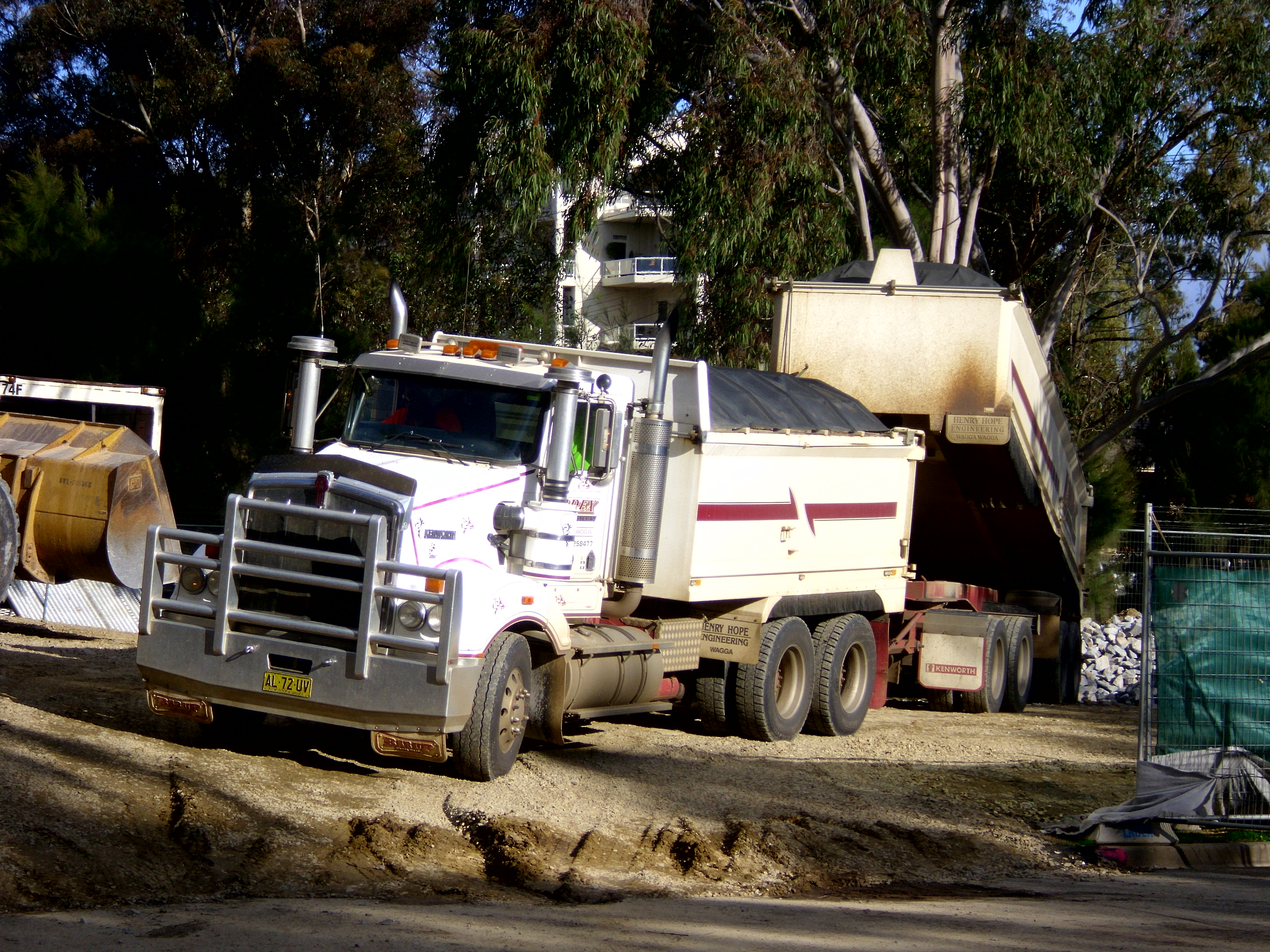
Camión volquete y volquete de cachorros

Un "camión y cachorro" es muy similar a un vertedero de transferencia. Consiste en un camión volquete estándar que tira de un remolque volquete. El remolque pequeño trasero, a diferencia de la transferencia delantera, tiene su propio ariete hidráulico y es capaz de autodescargarse.

### Supercamión volquete
Un "súper volquete" es un camión de volteo recto equipado con un eje de arrastre, un eje de carga elevable con una clasificación de 13 000 libras (5897 kg). Arrastrándose 11 a 13 pies (3,35 a 3,96 m) detrás del tándem trasero, el eje de arrastre estira la medida exterior del "puente", la distancia entre el primer y el último eje, hasta la longitud total máxima permitida. Esto aumenta el peso bruto permitido según la fórmula del puente federal, que establece estándares para el tamaño y el peso de los camiones. Según la longitud del vehículo y la configuración del eje, los Superdumps pueden clasificarse hasta 80 000 libras (36 287 kg) GVW y llevar 26 toneladas cortas (23,6 t; 23,2 LT) de carga útil o más. Cuando el camión está vacío o listo para descargar, el eje de arrastre se levanta de la superficie de la carretera en dos brazos hidráulicos para despejar la parte trasera del vehículo. Los propietarios de camiones llaman a sus camiones equipados con eje de arrastre Superdumps porque superan con creces la carga útil, la productividad y el retorno de la inversión de un camión volquete convencional. El Superdump y el concepto de eje de arrastre fueron desarrollados por Strong Industries en Houston, Texas.

### Camión volquete inferior semirremolque

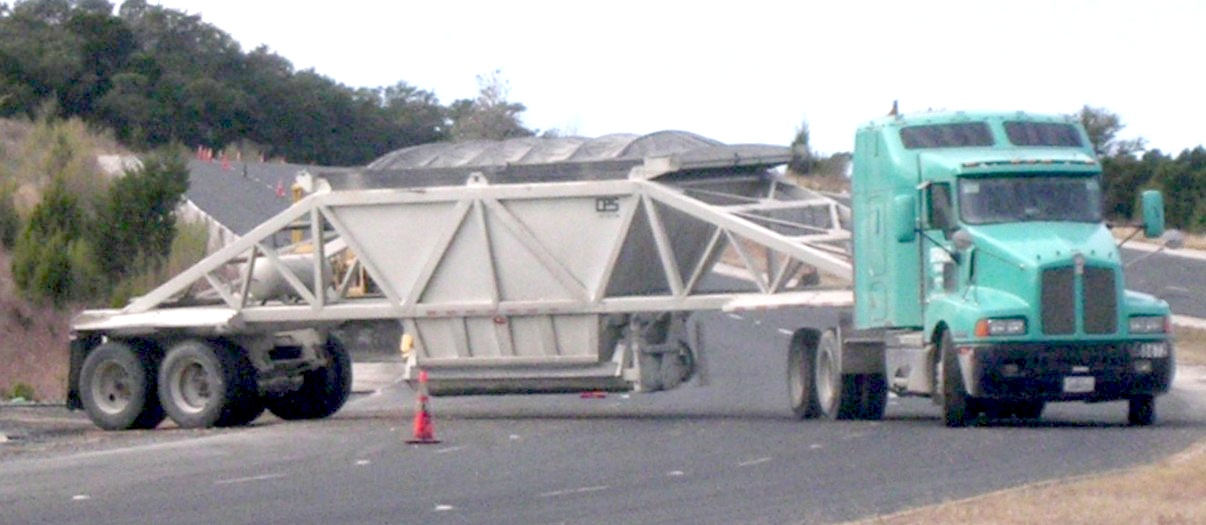
Remolque de descarga inferior.

Un volcado semiinferior, tolva inferior o volcado de vientre es (comúnmente) un tractor de 3 ejes que tira de un remolque de 2 ejes con un concha de almeja tipo compuerta de descarga en el vientre del remolque. La ventaja clave de un vertedero semiinferior es su capacidad para depositar el material en una fila, un montón lineal. Además, un basurero semiinferior se puede maniobrar en reversa, a diferencia de las configuraciones de remolque doble y triple que se describen a continuación. Estos remolques pueden ser del tipo de hilera que se muestra en la foto o pueden ser del tipo de esparcimiento cruzado, con la puerta que se abre de adelante hacia atrás en lugar de izquierda y derecha. La compuerta del tipo de distribución cruzada en realidad distribuirá los granos de cereal de manera justa y uniforme desde el ancho del remolque. En comparación, la compuerta tipo hilera deja una pila en el medio. La compuerta del tipo de extensión cruzada, por otro lado, tiende a atascarse y es posible que no funcione muy bien con materiales gruesos.

### Camión basculante con remolque doble y triple
Los "vertederos de fondo doble" y "triple" consisten en un tractor de 2 ejes que arrastra un semirremolque de un solo eje y un remolque completo adicional (o dos remolques completos en el caso de los triples). Estos camiones volquetes permiten que el conductor coloque material en hileras sin salir de la cabina ni detener el camión. La principal desventaja es la dificultad de respaldar unidades dobles y triples.
Es probable que el tipo específico de camión volquete utilizado en cualquier país específico esté estrechamente relacionado con las limitaciones de peso y eje de esa jurisdicción. Las rocas, la tierra y otros tipos de materiales comúnmente transportados en camiones de este tipo son bastante pesados y casi cualquier estilo de camión puede sobrecargarse fácilmente. Por eso, este tipo de camión se configura con frecuencia para aprovechar las limitaciones de peso locales para maximizar la carga.

### Remolque basculante para parachoques
Los remolques basculantes comerciales y personales Bumper Pull vienen en una variedad de tamaños, desde modelos más pequeños de 6x10 de 7,000 GVWR hasta modelos más grandes de 7x16 con lado alto de 14,000 Modelos GVWR.
Los remolques basculantes vienen con una variedad de opciones y características, como kits de lona, opciones de costados altos, compuertas basculantes/descargadoras/descargadoras, control remoto, tijera, elevadores telescópicos, cilindros dobles o simples y cajas de herramientas con cerradura de metal. Ofrecen la solución perfecta para una variedad de aplicaciones, que incluyen techado, entrega de rocas y mantillo, contratistas generales, nivelación con minicargadoras, recolección de basura y reciclaje.

### Camión volquete lateral

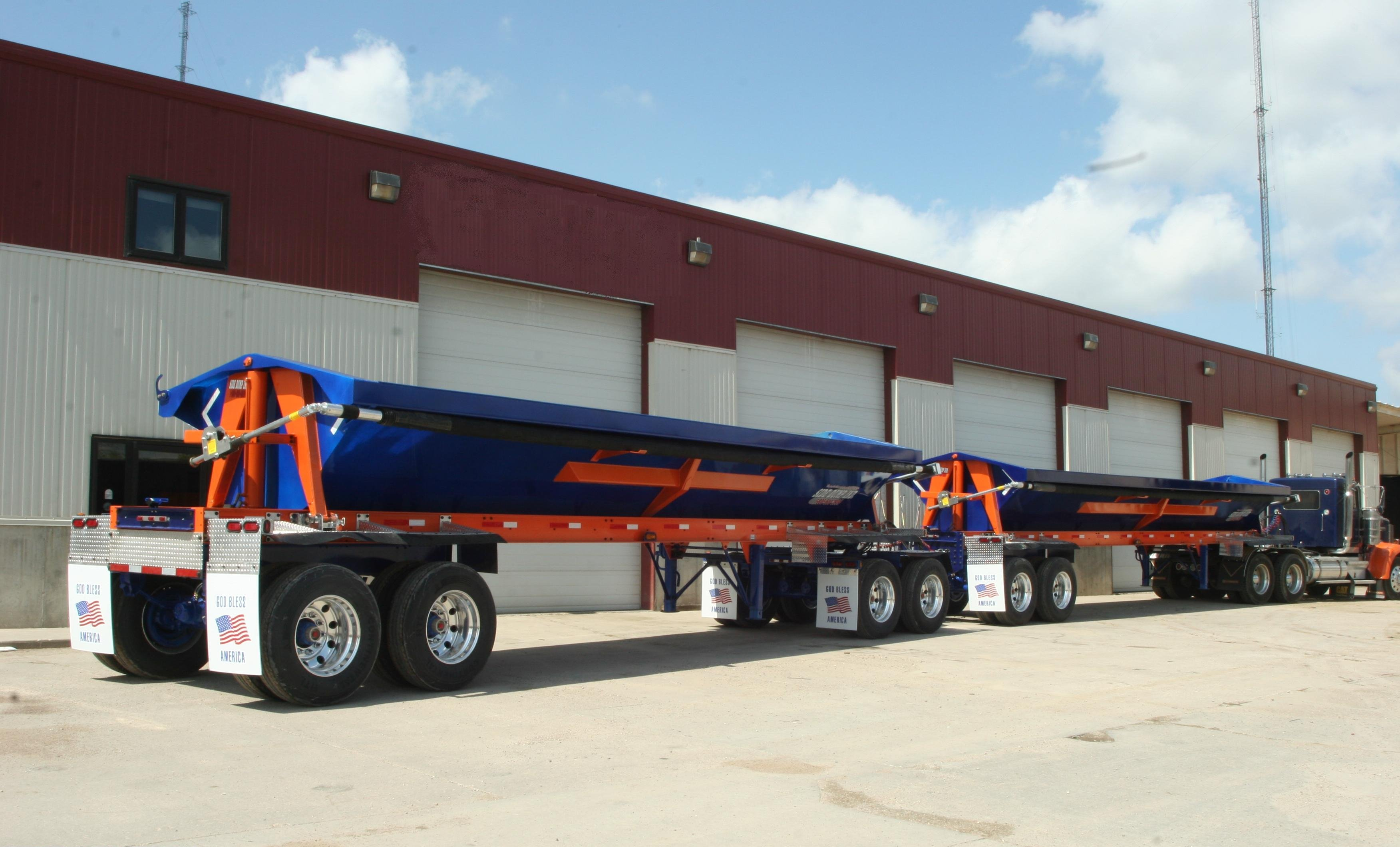
Volquete lateral Industries Train Set.

Un "camión volquete lateral" (SDT) consta de un tractor de 3 ejes que tira de un semirremolque de 2 ejes. Tiene arietes hidráulicos que inclinan la tolva hacia un lado, derramando el material hacia el lado izquierdo o derecho del remolque. Las principales ventajas del volcado lateral son que permite una descarga rápida y puede transportar más peso en el oeste de los Estados Unidos. Además, es casi inmune a los vuelcos (vuelcos) durante el vertido, a diferencia de los volcados semifinales, que son muy propensos a volcarse. Sin embargo, es muy probable que un remolque de descarga lateral se vuelque si la descarga se detiene prematuramente. Además, al arrojar materiales sueltos o piedras del tamaño de adoquín, el vertedero lateral puede atascarse si la pila se vuelve lo suficientemente ancha como para cubrir demasiado las ruedas del remolque. Los remolques que descargan en el ángulo apropiado (50° por ejemplo) evitan el problema de que la carga descargada obstruya el camino de las ruedas del remolque al descargar sus cargas más hacia el costado del camión, en algunos casos dejando espacio suficiente para caminar entre las ruedas descargadas, carga y el remolque.

### Vehículos de servicio de invierno

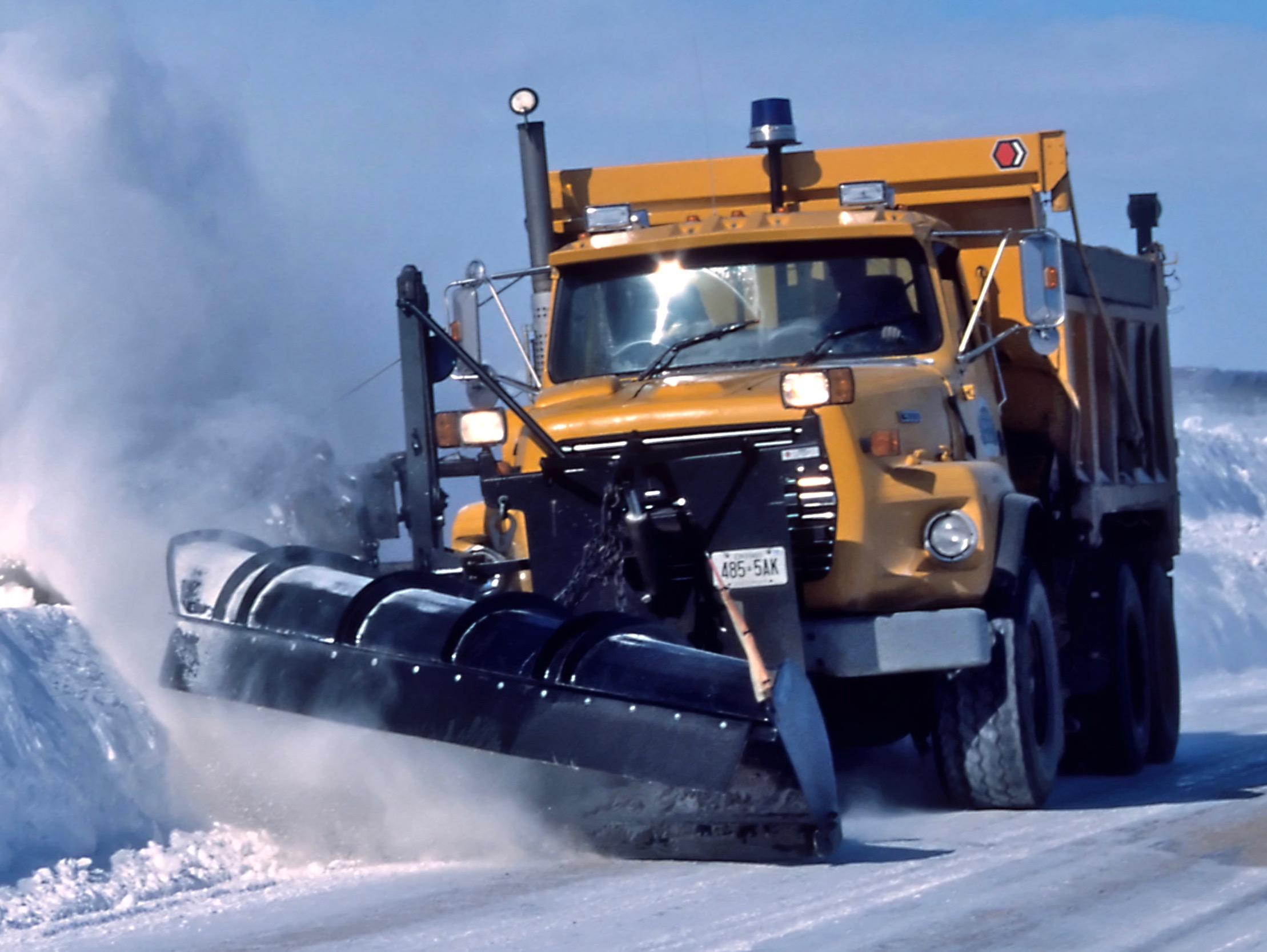
Camión volquete con quitanieves

Muchos vehículos de servicio de inviernos se basan en camiones volquete, para permitir la colocación de lastre para pesar el camión o para contener sodio o cloruro de calcio sals para esparcir sobre superficies cubiertas de nieve y hielo. El arado es un servicio severo y necesita camiones pesados.

### Camiones rodantes
Un Roll-off tiene un polipasto y un bastidor auxiliar, pero no tiene carrocería, lleva contenedores extraíbles. El contenedor se carga en el suelo y luego se tira a la parte trasera del camión con un cabrestante y un cable. El camión se dirige al basurero, luego de haber sido volcado se toma el contenedor vacío y se coloca para ser cargado o almacenado. El polipasto se levanta y el contenedor se desliza hacia abajo por el bastidor auxiliar de modo que la parte trasera quede en el suelo. El contenedor tiene ruedas en la parte trasera y se puede mover hacia adelante o hacia atrás hasta que la parte delantera se baje al suelo. Los contenedores suelen ser cajas abiertas que se utilizan para escombros y escombros de construcción, pero también se transportan contenedores compactadores de basura. Un sistema de elevación con gancho más nuevo ("contenedor con ruedas" en el Reino Unido) hace el mismo trabajo, pero levanta, baja y descarga el contenedor con una pluma en lugar de un cable y un polipasto.

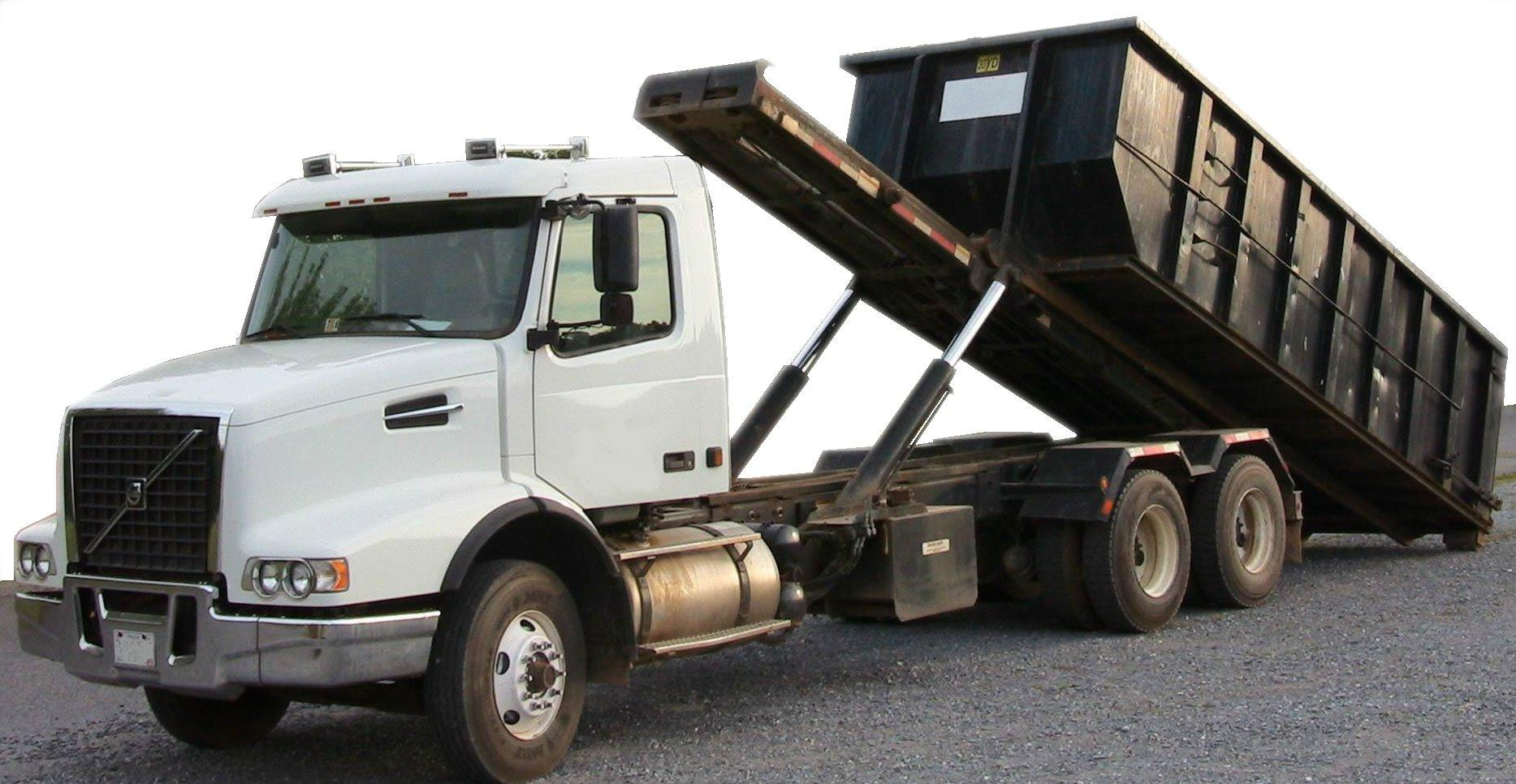
Roll-off con caja contenedor
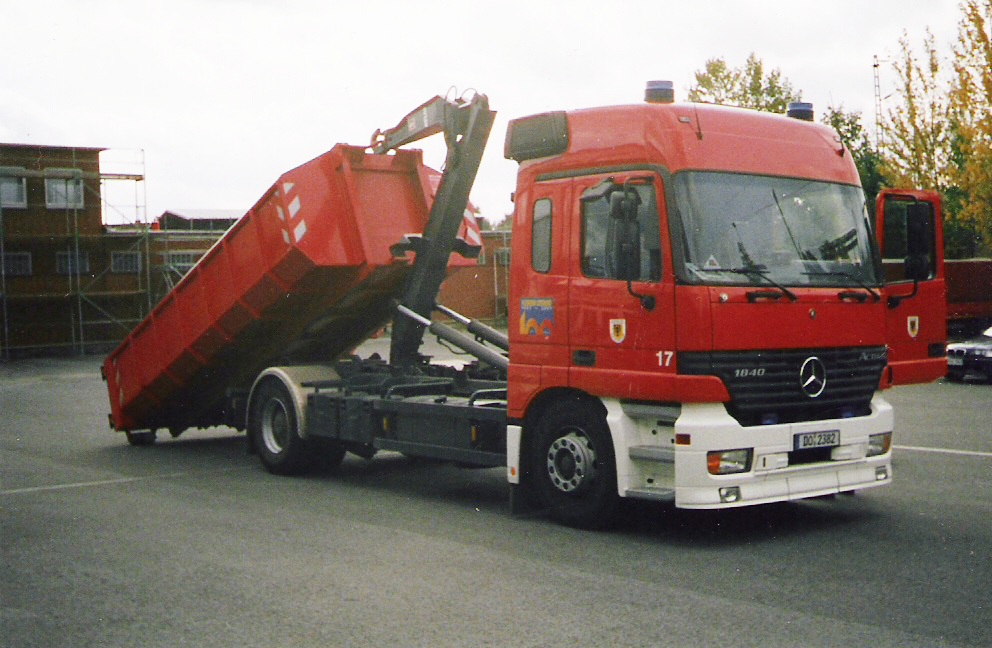
Contenedor con ruedas

### Camiones volquete fuera de carretera
Camiones volquete fuera de carretera son equipos de construcción pesada y se parecen poco a los camiones volquete de carretera. Los camiones de volteo fuera de carretera más grandes se usan estrictamente fuera de carretera para trabajos de minería y transporte pesado de tierra. Hay dos formas principales: marco rígido y marco articulado.
El término camión "volquete" generalmente no se usa en la industria minera ni en los fabricantes que fabrican estas máquinas, sino que son llamados dumper.

#### Camión de transporte

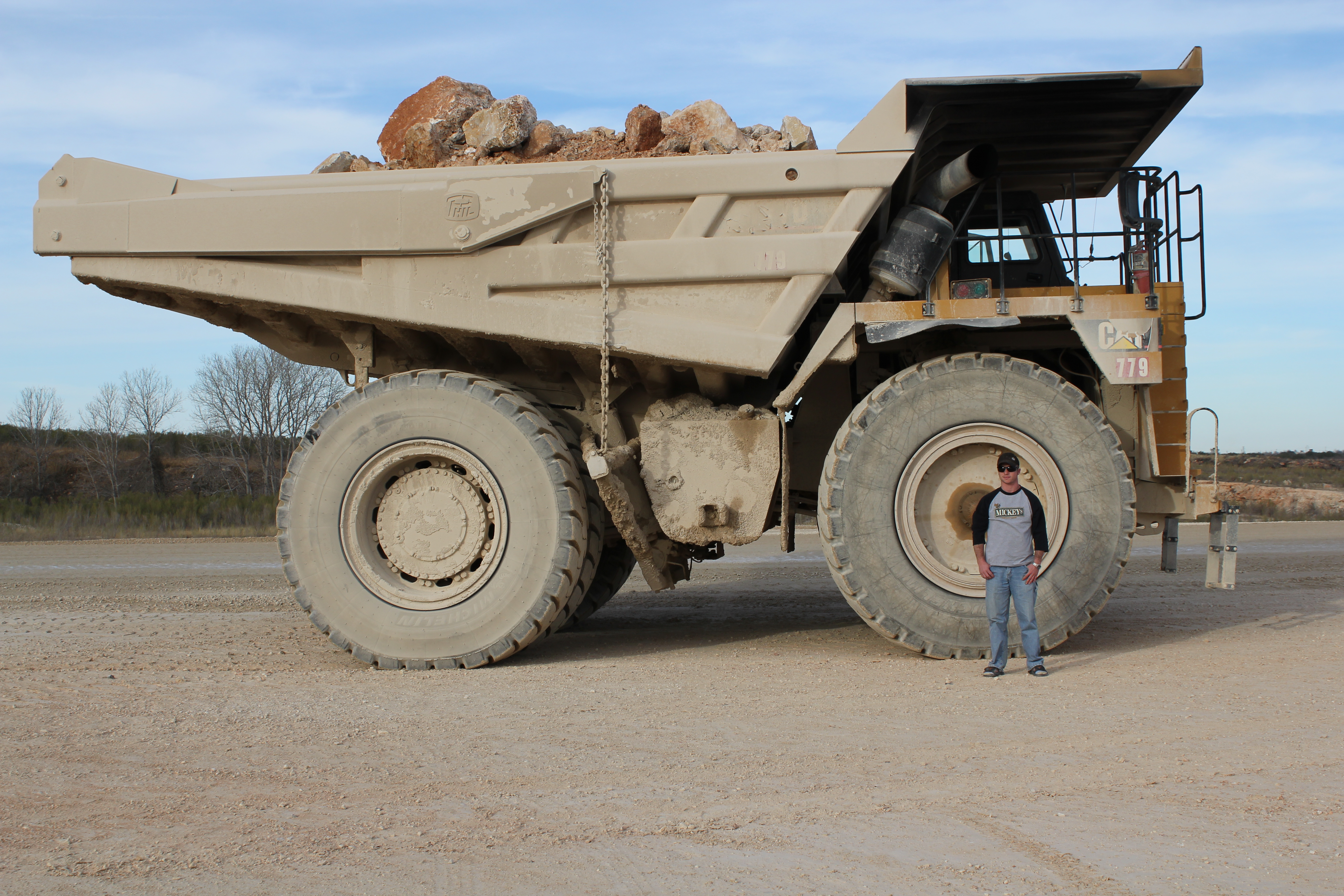
Pequeño 200 Ton Caterpillar Camión de transporte.

Los camiones de acarreo se utilizan en grandes minas y canteras a cielo abierto. Tienen un marco rígido y dirección convencional con tracción en la rueda trasera. A finales de 2013, el camión de acarreo de mayor producción hasta la fecha es el BelAZ 75710 de 450 toneladas métricas, seguido por el Liebherr T 282B, el  Bucyrus MT6300AC y el Caterpillar 797F, cada uno con capacidades de carga útil de hasta 400 ST (362,9 t; 357,1 LT). La mayoría de los camiones de transporte de gran tamaño emplean sistemas de propulsión diesel-eléctricos, utilizando el motor diésel para accionar un alternador de CA o un generador de CC que envía energía eléctrica a los motores eléctricos en cada rueda trasera. El Caterpillar 797 es único por su tamaño, ya que emplea un motor diésel para accionar un tren motriz mecánico, típico de la mayoría de los vehículos de carretera y camiones de transporte de tamaño intermedio.

#### Dúmper articulado

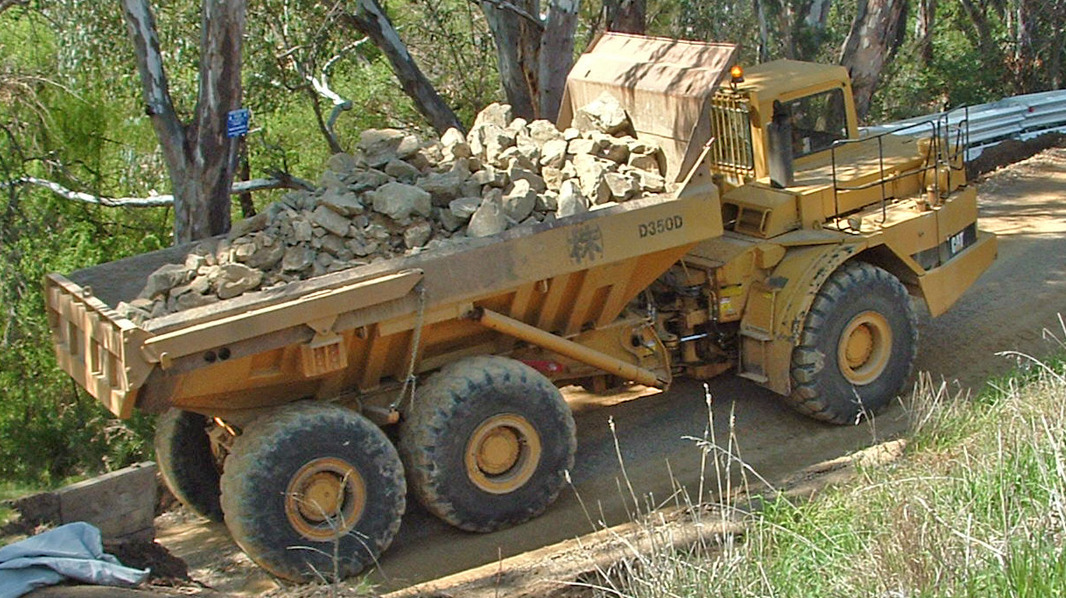
Dumper articulado o dumper

Un dumper articulado es un camión volquete todoterreno con tracción total. Tiene una bisagra entre la cabina y la caja de descarga, pero se diferencia de un camión semirremolque en que la unidad de potencia es un accesorio permanente, no un vehículo separable. La dirección se logra a través de cilindros hidráulicos que pivotan todo el tractor en relación con el remolque, en lugar de cremallera y piñón dirección en el eje delantero como en un camión volquete convencional. De esta manera, las ruedas del remolque siguen el mismo camino que las ruedas delanteras. Junto con la tracción total y el bajo centro de gravedad, es altamente adaptable a terrenos irregulares. Los principales fabricantes incluyen Volvo CE, Terex, John Deere y Caterpillar.

### Camión volquete en forma de U
Los camiones volquete en forma de U, también conocidos como camiones con carrocería de bañera, se utilizan para transportar desechos de construcción, están hechos de una placa de acero especial súper resistente al desgaste de alta resistencia doblada directamente y tienen las características de resistencia al impacto, resistencia a la tensión alterna, resistencia a la corrosión y así sucesivamente.

## Peligros

### Colisiones
Los camiones volquete normalmente se construyen para una cierta cantidad de manejo fuera de la carretera o en el sitio de construcción; como el conductor está protegido por el chasis y la altura del asiento del conductor, los parachoques se colocan altos o se omiten para una mayor distancia al suelo. La desventaja es que, en caso de colisión con un automóvil estándar, toda la sección del motor o el maletero queda debajo del camión. Por lo tanto, los pasajeros del automóvil podrían sufrir lesiones más graves de lo que sería común en una colisión con otro automóvil. Varios países han establecido reglas que indican que los camiones nuevos deben tener parachoques aproximadamente 40 cm (16 plg) por encima del suelo para proteger a otros conductores. También hay reglas sobre cuánto tiempo la carga o la construcción del camión pueden ir más allá del parachoques trasero para evitar que los automóviles que chocan con el camión por atrás pasen por debajo.

### Propinas
Otra consideración de seguridad es la nivelación del camión antes de descargarlo. Si el camión no está estacionado en un suelo relativamente horizontal, el cambio repentino de peso y equilibrio debido al levantamiento de la carrocería y la descarga del material puede hacer que el camión se deslice o incluso vuelque. El live bottom trailer es un enfoque para eliminar este peligro.

### Accidentes de respaldo
Debido a su tamaño y a la dificultad de mantener contacto visual con los trabajadores a pie, los camiones de volteo pueden ser una amenaza, especialmente cuando retroceden. Los espejos y las alarmas de marcha atrás brindan cierto nivel de protección, y tener un observador trabajando con el conductor también reduce las lesiones y muertes por marcha atrás.

## Fabricantes
- Ashok Leyland
- Asia MotorWorks
- Astra Veicoli Industriali
- BelAZ
- BEML
- Caso CE
- Caterpillar Inc.
- DAC
- Daewoo
- Dardo (vehículo comercial)
- Motores Eicher
- Camiones Euclides
- FAP
- HEPCO
- Maquinaria de construcción Hitachi
- Hitachi Construction Machinery (Europa)
- Iveco
- John Deere
- Kamaz
- Kenworth
- Kioleides
- Komatsu
- KrAZ
- Camiones líderes
- Grupo Liebherr
- Camiones Mack
- Mahindra Trucks & Buses Ltd.
- HOMBRE SE
- Mercedes-Benz
- Navistar Internacional
- New Holland
- Peterbilt
- SANY
- Scania AB
- ST Kinetics
- Tata
- Tatra
- Corporación Terex
- Equipo de construcción Volvo
- Camiones Volvo
- XCMG